# David Butler (réalisateur)
Pour les articles homonymes, voir David Butler et Butler.
David Butler, est un réalisateur, acteur, scénariste et producteur américain né le 17 décembre 1894 à San Francisco, Californie (États-Unis), mort le 14 juin 1979 à Arcadia (Californie).

## Biographie
La mère de David Butler est  l'actrice Adèle Belgrade et son père l'acteur et réalisateur Fred J. Butler. Il débute au théâtre puis apparait  dans deux films de D. W. Griffith, The Girl Who Stayed Home et Une fleur dans les ruines (The Greatest Thing in Life).
En 1927 Butler fait ses débuts en tant que réalisateur avec High School Hero, une comédie pour Fox. durant les neuf années de contrat chez Fox, il réalise plus de trente films, dont quatre avec Shirley Temple. Le dernier film de Butler pour Fox, Kentucky,permet à Walter Brennan de remporter un Oscar du meilleur second rôle.
Butler tourne deux films avec Bing Crosby : Road to Morocco et If I Had My Way et plusieurs  avec Doris Day, dont Les Travailleurs du chapeau (It's a Great Feeling), Tea for Two, By the Light of the Silvery Moon, Avril à Paris et Calamity Jane.
À la fin des années 1950 et 1960, Butler dirige  des épisodes de séries télévisées, principalement pour Leave It to Beaver et La Grande Caravane.

## Filmographie

### Comme réalisateur
- 1927 : Ah! Jeunesse! (en) (High School Hero)
- 1928 : News Parade
- 1928 : Win That Girl (en)
- 1928 : Cadets glorieux (en) (Prep and Pep)
- 1929 : Masked Emotions (en)
- 1929 : Fox Movietone Follies of 1929
- 1929 : Chasing Through Europe
- 1929 : Salute
- 1929 : La Vie en rose (Sunnyside Up)
- 1930 : High Society Blues
- 1930 : L'Amour en l'an 2000 (Just Imagine)
- 1931 : Le Fils de l'oncle Sam chez nos aïeux (A Connecticut Yankee)
- 1931 : Délicieuse (Delicious)
- 1932 : Les Affaires et le Plaisir (Business and Pleasure)
- 1932 : Down to Earth (en)
- 1932 : Handle with Care (en)
- 1933 : Hold Me Tight
- 1933 : My Weakness
- 1934 : Tu seras star à Hollywood (Bottoms Up)
- 1934 : Handy Andy
- 1934 : Miracle d'amour (Have a Heart)
- 1934 : Shirley aviatrice (Bright Eyes)
- 1935 : Le Petit Colonel (The Little Colonel)
- 1935 : Doubting Thomas
- 1935 : La Fille du rebelle (The Littlest Rebel)
- 1936 : Capitaine Janvier (Captain January)
- 1936 : White Fang
- 1936 : Parade du football (Pigskin Parade)
- 1937 : Nuits d'Arabie (Ali Baba Goes to Town)
- 1937 : Millionnaire à crédit (You're a Sweetheart)
- 1938 : Les Pirates du micro (Kentucky Moonshine)
- 1938 : Un cheval sur les bras (Straight, Place and Show)
- 1938 : Kentucky
- 1939 : Un pensionnaire sur les bras (East Side of Heaven)
- 1939 : Micro folies (That's Right - You're Wrong)
- 1940 : Petite et Charmante (If I Had My Way)
- 1940 : La Villa des piqués (You'll Find Out)
- 1941 : L'Engagé volontaire (Caught in the Draft)
- 1941 : Playmates
- 1942 : En route vers le Maroc (Road to Morocco)
- 1943 : They Got Me Covered
- 1943 : Remerciez votre bonne étoile (Thank your lucky stars)
- 1944 : L'amour est une mélodie (Shine on Harvest Moon)
- 1944 : La Princesse et le Pirate (The Princess and the Pirate)
- 1945 : San Antonio
- 1946 : Two Guys from Milwaukee
- 1946 : La Fille et le Garçon (The Time, the Place and the Girl)
- 1947 : Rose d'Irlande (My Wild Irish Rose)
- 1948 : Deux Gars du Texas (Two Guys from Texas)
- 1949 : John Loves Mary
- 1949 : Le Grand Tourbillon (Look for the Silver Lining)
- 1949 : Les Travailleurs du chapeau (It's a Great Feeling)
- 1949 : The Story of Seabiscuit
- 1950 : Les Filles à papa (The Daughter of Rosie O'Grady)
- 1950 : No, No, Nanette (Tea for Two)
- 1951 : Escale à Broadway (Lullaby of Broadway)
- 1951 : Elle cherche un millionnaire (Painting the Clouds with Sunshine)
- 1952 : La Marraine de Charley (Where's Charley?)
- 1952 : Avril à Paris (April in Paris)
- 1953 : La Maîtresse de papa (By the Light of the Silvery Moon)
- 1953 : La Blonde du Far-West (Calamity Jane)
- 1954 : La poursuite dura sept jours (The Command)
- 1954 : Richard Cœur de Lion (King Richard and the Crusaders)
- 1955 : Captain Z-Ro (série télévisée)
- 1955 : L'Enfer de Diên Biên Phu (Jump Into Hell)
- 1956 : Glory
- 1956 : The Girl He Left Behind
- 1957 : Leave It to Beaver (série télévisée)
- 1958 : 77 Sunset Strip (série télévisée)
- 1961 : The Right Approach
- 1962 : I Love My Doctor (de) (TV)
- 1965 : Les Farfelus (en) ("Camp Runamuck") (série télévisée)
- 1967 : C'mon, Let's Live a Little

### Comme acteur
- 1910 : The Face at the Window (it)
- 1915 : The Deathlock : Ford Worthing
- 1915 : Des fleurs pour sa gosse (The Alien) de Thomas H. Ince et Reginald Barker
- 1916 : Intolérance (Intolerance: Love's Struggle Throughout the Ages) : Extra
- 1918 : Une fleur dans les ruines (The Greatest Thing in Life) : Mr. Le Bebe
- 1919 : Dans la tourmente (The Girl Who Stayed at Home) : Johann August Kant
- 1919 : Les Blés d'or (The Unpainted Woman) de Tod Browning : Charley Holt
- 1919 : Upstairs and Down (en) de Charles Giblyn : Tom Carey
- 1919 : Better Times, de King Vidor : Peter Van Alstyne
- 1919 : Nugget Nell (en) d'Elmer Clifton : Big Hearted Jim
- 1919 : The Petal on the Current : Ed Kinealy
- 1919 : The Other Half : Cpl. Jimmy
- 1919 : Bonnie, Bonnie Lassie : David
- 1919 : The Pointing Finger (en) : David
- 1920 : The triflers (en) : Cassidy
- 1920 : Ne vous mariez jamais (Don't Ever Marry) de Marshall Neilan et Victor Heerman : Bill Fielding
- 1920 : Smiling All the Way : Hannibal Pillsbury
- 1920 : Fickle Women : Calvin Price
- 1920 : The County Fair : Joel Bartlett
- 1920 : Girls Don't Gamble : James Fisher
- 1921 : The Sky Pilot : Bill Hendricks
- 1921 : Making the Grade : Eddie Ramson
- 1922 : Bing Bang Boom : Bertram Bancroft Boom
- 1922 : The Milky Way de W. S. Van Dyke
- 1922 : Une idylle dans le métro (The Wise Kid) de Tod Browning : Freddie Smith
- 1922 : According to Hoyle (en) de W. S. Van Dyke : 'Boxcar' Simmons
- 1922 : Le Forgeron du village (The Village Blacksmith) de John Ford : Bill Hammond, le fils du forgeron
- 1922 : La Conquête d'une femme (Conquering the Woman), de King Vidor : Larry Saunders
- 1923 : The Hero (en)  de Louis Gasnier : Bill Walters
- 1923 : Fog de Paul Powell : Si Plumb
- 1923 : Poor Men's Wives (en)   de Louis Gasnier : Jim Maherne
- 1923 : Desire de Rowland V. Lee : Jerry Ryan
- 1923 : Cause for Divorce (en) de Karel Lamač : Tom Parker
- 1923 : The Temple of Venus (en) de Henry Otto : Nat Harper
- 1923 : A Noise in Newboro (en) de Harry Beaumont : Ben Colwell
- 1923 : La Tornade (Hoodman Blind) de John Ford : Jack Yeulette
- 1924 : Arizona Express (en) de Tom Buckingham : Steve Butler
- 1924 : In Hollywood with Potash and Perlmutter  d'Alfred E. Green : Crabbe
- 1925 : Un grand timide (The Narrow Street) de William Beaudine : Ray Wyeth
- 1925 : Dans la fournaise (Code of the West) de William K. Howard : Bid Hatfield
- 1925 : Private Affairs (en) de Renaud Hoffman : Lee Cross
- 1925 : Tracked in the Snow Country (en) d'Herman C. Raymaker : Terry Moulton
- 1925 : His Majesty, Bunker Bean (it) : Bud Matthews
- 1925 : The Man on the Box : Bob's Brother-in-Law
- 1925 : Destruction! (Havoc) de Rowland V. Lee : Smithy
- 1925 : The People vs. Nancy Preston (it) de Tom Forman : Bill Preston
- 1925 : The Phantom Express de John G. Adolfi : Jack Warren
- 1925 : Si les hommes pouvaient (Wages for Wives) de Frank Borzage : Chester Logan
- 1925 : Quand on a vingt ans (The Plastic Age) de Wesley Ruggles : Coach Henley
- 1925 : The Gold Hunters de Paul Hurst : Roderick Drew
- 1926 : The Sap (en) d'Erle C. Kenton : Vance
- 1926 : Too Many Relations
- 1926 : Oh, Baby! (en) de Harley Knoles : Jim Stone
- 1926 : Meet the Prince (en) de Joseph Henabery : Peter Paget
- 1926 : L'Aigle bleu (The Blue Eagle) de John Ford : Nick 'Dizzy' Galvani
- 1926 : Womanpower (en) de Harry Beaumont : Mallory
- 1926 : The Quarterback de Fred C. Newmeyer : 'Lumpy' Goggins
- 1927 : Girl in the Rain
- 1927 : Nobody's Widow (en) de Donald Crisp : Ned Stevens
- 1927 : L'Heure suprême (Seventh Heaven) de Frank Borzage : Gobin
- 1927 : Should Second Husbands Come First? de Leo McCarey : Ainé de la veuve
- 1928 : The Rush Hour (en) de E. Mason Hopper : William Finch
- 1929 : Salute : Navy Coach
- 1952 : The Story of Will Rogers de Michael Curtiz

### Comme scénariste
- 1956 : Glory
- 1929 : Fox Movietone Follies of 1929
- 1933 : My Weakness
- 1934 : Tu seras star à Hollywood (Bottoms Up)
- 1969 : La Légende de Robin des Bois (Wolfshead: The Legend of Robin Hood)

### Comme producteur
- 1922 : According to Hoyle (en)
- 1929 : La Vie en rose (Sunnyside Up)
- 1939 : Micro folies (That's Right - You're Wrong)
- 1940 : Petite et Charmante (If I Had My Way)
- 1940 : La Villa des piqués (You'll Find Out)
- 1941 : Playmates